# Chatham Roberdeau Wheat
Chatham Roberdeau Wheat (Alexandria, 9 aprile 1826 – Gaines' Mill, 27 giugno 1862) è stato un avventuriero statunitense. Fu ufficiale nell'US Army, combattente in Sud America e maggiore dell'esercito degli Stati Confederati durante la guerra di secessione. Combatté per l'unità dell'Italia con Garibaldi. Si distinse per il coraggio e per l'impavido comportamento di fronte al nemico.
Partecipò alla prima battaglia di Bull Run, la prima battaglia della Guerra di secessione americana sul fiume Bull Run (1861) alla testa  del battaglione "Tigri della Louisiana", lanciandosi all'attacco di forze nemiche superiori di numero, che grazie all'audacia sua e dei suoi uomini furono ricacciate indietro. Seguì poi il generale Stonewall Jackson nella famosa Campagna della Valle della Shenandoah (1862), nella quale 18.000 confederati sconfissero in diversi scontri oltre 60.000 nemici. Trovò la morte mentre caricava impetuosamente con il suo battaglione le linee nordiste alla battaglia di Gaines' Mill. Prima di spirare chiese ai suoi uomini di essere sepolto sul campo di battaglia.